# سهره‌های جنگلی
سهره‌های جنگلی (نام علمی: Fringilla) نام یک سرده از تیره سهره است.

## گونه ها
- سهره جنگلی Fringilla coelebs
- سهره جنگلی آبی Fringilla teydea
- سهره دمگاه‌سفید Fringilla montifringilla